# World Cup 1983 (Tischtennis)
| 1982 ← World Cup → 1984 | 1982 ← World Cup → 1984                     |
| ----------------------- | ------------------------------------------- |
|                         | Männer                                      |
| Datum                   | 29.09.–03.10.                               |
| Ort                     | Prince Town                                 |
| Auflage                 | 4                                           |
| Sieger                  | Mikael Appelgren Jan-Ove Waldner Erik Lindh |

Der Tischtennis-World Cup 1983 fand in seiner 4. Austragung vom 29. September bis 3. Oktober auf Barbados statt. Es gab nur einen Wettbewerb für Männer. Gold ging an Mikael Appelgren aus Schweden.

## Modus
An dem Wettbewerb nahmen 16 Sportler teil, die auf vier Gruppen mit je vier Sportlern aufgeteilt wurden. Die Gruppenersten und -zweiten rückten in die im K.o.-Modus ausgetragene Hauptrunde vor. Die Halbfinal-Verlierer trugen ein Spiel um Platz 3 aus, die Viertelfinalverlierer spielten um die Plätze 5–8, die Gruppendritten um die Plätze 9–12 und die Gruppenletzten um die Plätze 13–16. Gespielt wurde mit zwei Gewinnsätzen, in der Hauptrunde mit drei Gewinnsätzen.

## Teilnehmer
| Platz | Name             | TN |
| ----- | ---------------- | -- |
| 1     | Mikael Appelgren | 3  |
| 2     | Jan-Ove Waldner  | 1  |
| 3     | Erik Lindh       | 1  |
| 4     | Zoran Kalinić    | 1  |
| 5     | István Jónyer    | 3  |
| 6     | Carl Prean       | 1  |
| 7     | Eric Boggan      | 3  |
| 8     | Dragutin Šurbek  | 2  |
| 9     | Jiang Jialiang   | 1  |
| 10    | Cai Zhenhua      | 1  |
| 11    | Kim Ki-taik      | 1  |
| 12    | Park Lee Hee     | 3  |
| 13    | Sunday Eboh      | 2  |
| 14    | Paul Pinkewich   | 4  |
| 15    | Mario Álvarez    | 1  |
| 16    | Robert Earle     | 1  |

## Gruppenphase

### Gruppe 1
|                  | Ergebnis |               |
| ---------------- | -------- | ------------- |
| Mikael Appelgren | 2:0      | István Jónyer |
| Mikael Appelgren | 2:1      | Park Lee Hee  |
| Mikael Appelgren | 2:0      | Mario Álvarez |
| István Jónyer    | 2:1      | Park Lee Hee  |
| István Jónyer    | 2:0      | Mario Álvarez |
| Park Lee Hee     | 2:0      | Mario Álvarez |

| Platz | Spieler          | Spiele | Sätze | Punkte |
| ----- | ---------------- | ------ | ----- | ------ |
| 1     | Mikael Appelgren | 3      | 6:1   | 6      |
| 2     | István Jónyer    | 3      | 4:3   | 5      |
| 3     | Park Lee Hee     | 3      | 4:4   | 4      |
| 4     | Mario Álvarez    | 3      | 0:6   | 3      |

### Gruppe 2
|               | Ergebnis |                |
| ------------- | -------- | -------------- |
| Zoran Kalinić | 1:2      | Erik Lindh     |
| Zoran Kalinić | 2:0      | Cai Zhenhua    |
| Zoran Kalinić | 2:0      | Paul Pinkewich |
| Erik Lindh    | 1:2      | Cai Zhenhua    |
| Erik Lindh    | 2:0      | Paul Pinkewich |
| Cai Zhenhua   | 2:0      | Paul Pinkewich |

| Platz | Spieler        | Spiele | Sätze | Punkte |
| ----- | -------------- | ------ | ----- | ------ |
| 1     | Zoran Kalinić  | 3      | 5:2   | 5      |
| 2     | Erik Lindh     | 3      | 5:3   | 5      |
| 3     | Cai Zhenhua    | 3      | 4:3   | 5      |
| 4     | Paul Pinkewich | 3      | 0:6   | 3      |

### Gruppe 3
|                 | Ergebnis |                 |
| --------------- | -------- | --------------- |
| Carl Prean      | 2:1      | Jan-Ove Waldner |
| Carl Prean      | 2:1      | Kim Ki-taik     |
| Carl Prean      | 2:1      | Robert Earle    |
| Jan-Ove Waldner | 2:1      | Kim Ki-taik     |
| Jan-Ove Waldner | 2:1      | Robert Earle    |
| Kim Ki-taik     | 2:1      | Robert Earle    |

| Platz | Spieler         | Spiele | Sätze | Punkte |
| ----- | --------------- | ------ | ----- | ------ |
| 1     | Carl Prean      | 3      | 6:3   | 6      |
| 2     | Jan-Ove Waldner | 3      | 5:4   | 5      |
| 3     | Kim Ki-taik     | 3      | 4:5   | 4      |
| 4     | Robert Earle    | 3      | 3:6   | 3      |

### Gruppe 4
|                 | Ergebnis |                 |
| --------------- | -------- | --------------- |
| Eric Boggan     | 2:1      | Dragutin Šurbek |
| Eric Boggan     | 1:2      | Jiang Jialiang  |
| Eric Boggan     | 2:0      | Sunday Eboh     |
| Dragutin Šurbek | 2:1      | Jiang Jialiang  |
| Dragutin Šurbek | 2:1      | Sunday Eboh     |
| Jiang Jialiang  | 2:0      | Sunday Eboh     |

| Platz | Spieler         | Spiele | Sätze | Punkte |
| ----- | --------------- | ------ | ----- | ------ |
| 1     | Eric Boggan     | 3      | 5:3   | 5      |
| 2     | Dragutin Šurbek | 3      | 5:4   | 5      |
| 3     | Jiang Jialiang  | 3      | 5:3   | 5      |
| 4     | Sunday Eboh     | 3      | 1:6   | 3      |

## Hauptrunde
|  | Viertelfinale    | Viertelfinale |                  |                 | Halbfinale       | Halbfinale |  |  | Finale | Finale |
|  |                  |               |                  |                 |                  |            |  |  |        |        |
|  |                  |               |                  |                 |                  |            |  |  |        |        |
|  | Mikael Appelgren | 3             |                  |                 |                  |            |  |  |        |        |
|  | Mikael Appelgren | 3             |                  |                 |                  |            |  |  |        |        |
|  | Dragutin Šurbek  | 0             |                  |                 |                  |            |  |  |        |        |
|  | Dragutin Šurbek  | 0             | Mikael Appelgren | 3               |                  |            |  |  |        |        |
|  |                  |               | Mikael Appelgren | 3               |                  |            |  |  |        |        |
|  |                  | Zoran Kalinić | 2                |                 |                  |            |  |  |        |        |
|  | István Jónyer    | Zoran Kalinić | 2                | 1               |                  |            |  |  |        |        |
|  | István Jónyer    |               |                  | 1               |                  |            |  |  |        |        |
|  | Zoran Kalinić    | 3             |                  |                 |                  |            |  |  |        |        |
|  |                  |               | Mikael Appelgren | 3               |                  |            |  |  |        |        |
|  |                  |               |                  | Jan-Ove Waldner | 1                |            |  |  |        |        |
|  | Jan-Ove Waldner  | 3             |                  |                 |                  |            |  |  |        |        |
|  | Carl Prean       | 2             |                  |                 |                  |            |  |  |        |        |
|  | Carl Prean       | 2             | Jan-Ove Waldner  | 3               |                  |            |  |  |        |        |
|  |                  |               | Jan-Ove Waldner  | 3               | Spiel um Platz 3 |            |  |  |        |        |
|  |                  | Erik Lindh    | 2                |                 |                  |            |  |  |        |        |
|  | Eric Boggan      | Erik Lindh    | 2                | 1               | Zoran Kalinić    | 1          |  |  |        |        |
|  | Eric Boggan      |               |                  | 1               | Zoran Kalinić    | 1          |  |  |        |        |
|  | Erik Lindh       | 3             |                  | Erik Lindh      | 2                |            |  |  |        |        |
|  | Erik Lindh       | 3             |                  |                 | 2                |            |  |  |        |        |
|  |                  |               |                  |                 |                  |            |  |  |        |        |

## Platzierungsspiele
| um Platz | Spieler 1      | Ergebnis | Spieler 2       | um Platz | Spieler 1      | Ergebnis | Spieler 2       |
| -------- | -------------- | -------- | --------------- | -------- | -------------- | -------- | --------------- |
| 5–6      | István Jónyer  | 2:1      | Dragutin Šurbek | 5        | István Jónyer  | 2:1      | Carl Prean      |
| 5–6      | Carl Prean     | 2:0      | Eric Boggan     | 7        | Eric Boggan    | 2:1      | Dragutin Šurbek |
| 9–10     | Cai Zhenhua    | 2:0      | Park Lee Hee    | 9        | Jiang Jialiang | 2:0      | Cai Zhenhua     |
| 9–10     | Jiang Jialiang | 2:1      | Kim Ki-taik     | 11       | Kim Ki-taik    | 2:0      | Park Lee Hee    |
| 13–14    | Paul Pinkewich | 2:1      | Mario Álvarez   | 13       | Sunday Eboh    | 2:0      | Paul Pinkewich  |
| 13–14    | Sunday Eboh    | 2:0      | Robert Earle    | 15       | Mario Álvarez  | 2:0      | Robert Earle    |

## Sonstiges
Zum ersten Mal gingen alle drei Medaillen an Spieler eines Verbands. Bei den Männern gelang das erst 2006 wieder, als die Chinesen Ma Lin, Wang Hao und Wang Liqin die ersten drei Plätze belegten. Seit 2008 nehmen nur noch maximal zwei Spieler pro Verband am World Cup teil (solange kein dritter durch eine Wildcard hinzukommt).
Der World Cup 1983 war außerdem der erste und einzige, bei dem keinem chinesischen und auch keinem asiatischen Spieler der Einzug in die Hauptrunde gelang.